# Габ'ян
Габ'я́н, Ґаб'ян (фр. Gabian) — муніципалітет у Франції, у регіоні Окситанія, департамент Еро. Населення — 843 особи (01.01.2021).
Муніципалітет розташований на відстані близько 600 км на південь від Парижа, 50 км на захід від Монпельє.

## Історія
До 2015 року муніципалітет перебував у складі регіону Лангедок-Русійон. Від 1 січня 2016 року належить до нового об'єднаного регіону Окситанія.

## Демографія
Динаміка населення (INSEE ):
Розподіл населення за віком та статтю (2006):
| Стать | Всього | До 15 років | 15-24 | 25-44 | 45-64 | 65-85 | Понад 85 |
| --- | ------ | ----------- | ----- | ----- | ----- | ----- | -------- |
| Чоловіки | 376    | 53          | 35    | 92    | 103   | 81    | 12       |
| Жінки | 417    | 62          | 43    | 85    | 134   | 73    | 20       |
| \| Статево-вікова піраміда \| Статево-вікова піраміда \| Статево-вікова піраміда \| \| ----------------------- \| ----------------------- \| ----------------------- \| \| Чоловіки \| Вік \| Жінки \| \| 12 \| 85 + \| 20 \| \| 12 \| 80-84 \| 23 \| \| 23 \| 75-79 \| 8 \| \| 19 \| 70-74 \| 19 \| \| 27 \| 65-69 \| 23 \| \| 35 \| 60-64 \| 42 \| \| 15 \| 55-59 \| 15 \| \| 38 \| 50-54 \| 27 \| \| 15 \| 45-49 \| 50 \| \| 38 \| 40-44 \| 27 \| \| 23 \| 35-39 \| 35 \| \| 12 \| 30-34 \| 15 \| \| 19 \| 25-29 \| 8 \| \| 12 \| 20-24 \| 12 \| \| 23 \| 15-20 \| 31 \| \| 19 \| 10-14 \| 23 \| \| 19 \| 5-9 \| 12 \| \| 15 \| 0-4 \| 27 \| |        |             |       |       |       |       |          |
| Статево-вікова піраміда |        |             |       |       |       |       |          |
| Чоловіки | Вік    | Жінки       |       |       |       |       |          |
| 12 | 85 +   | 20          |       |       |       |       |          |
| 12 | 80-84  | 23          |       |       |       |       |          |
| 23 | 75-79  | 8           |       |       |       |       |          |
| 19 | 70-74  | 19          |       |       |       |       |          |
| 27 | 65-69  | 23          |       |       |       |       |          |
| 35 | 60-64  | 42          |       |       |       |       |          |
| 15 | 55-59  | 15          |       |       |       |       |          |
| 38 | 50-54  | 27          |       |       |       |       |          |
| 15 | 45-49  | 50          |       |       |       |       |          |
| 38 | 40-44  | 27          |       |       |       |       |          |
| 23 | 35-39  | 35          |       |       |       |       |          |
| 12 | 30-34  | 15          |       |       |       |       |          |
| 19 | 25-29  | 8           |       |       |       |       |          |
| 12 | 20-24  | 12          |       |       |       |       |          |
| 23 | 15-20  | 31          |       |       |       |       |          |
| 19 | 10-14  | 23          |       |       |       |       |          |
| 19 | 5-9    | 12          |       |       |       |       |          |
| 15 | 0-4    | 27          |       |       |       |       |          |

## Економіка
2010 року серед 471 особи працездатного віку (15—64 років) 302 були активними, 169 — неактивними (показник активності 64,1%, у 1999 році було 61,5%). З 302 активних мешканців працювало 267 осіб (139 чоловіків та 128 жінок), безробітними було 35 (15 чоловіків та 20 жінок). Серед 169 неактивних 35 осіб було учнями чи студентами, 70 — пенсіонерами, 64 були неактивними з інших причин.

У 2010 році в муніципалітеті числилось 367 оподаткованих домогосподарств, у яких проживали 806,0 особи, медіана доходів виносила 15 427 євро на одного особоспоживача

## Галерея

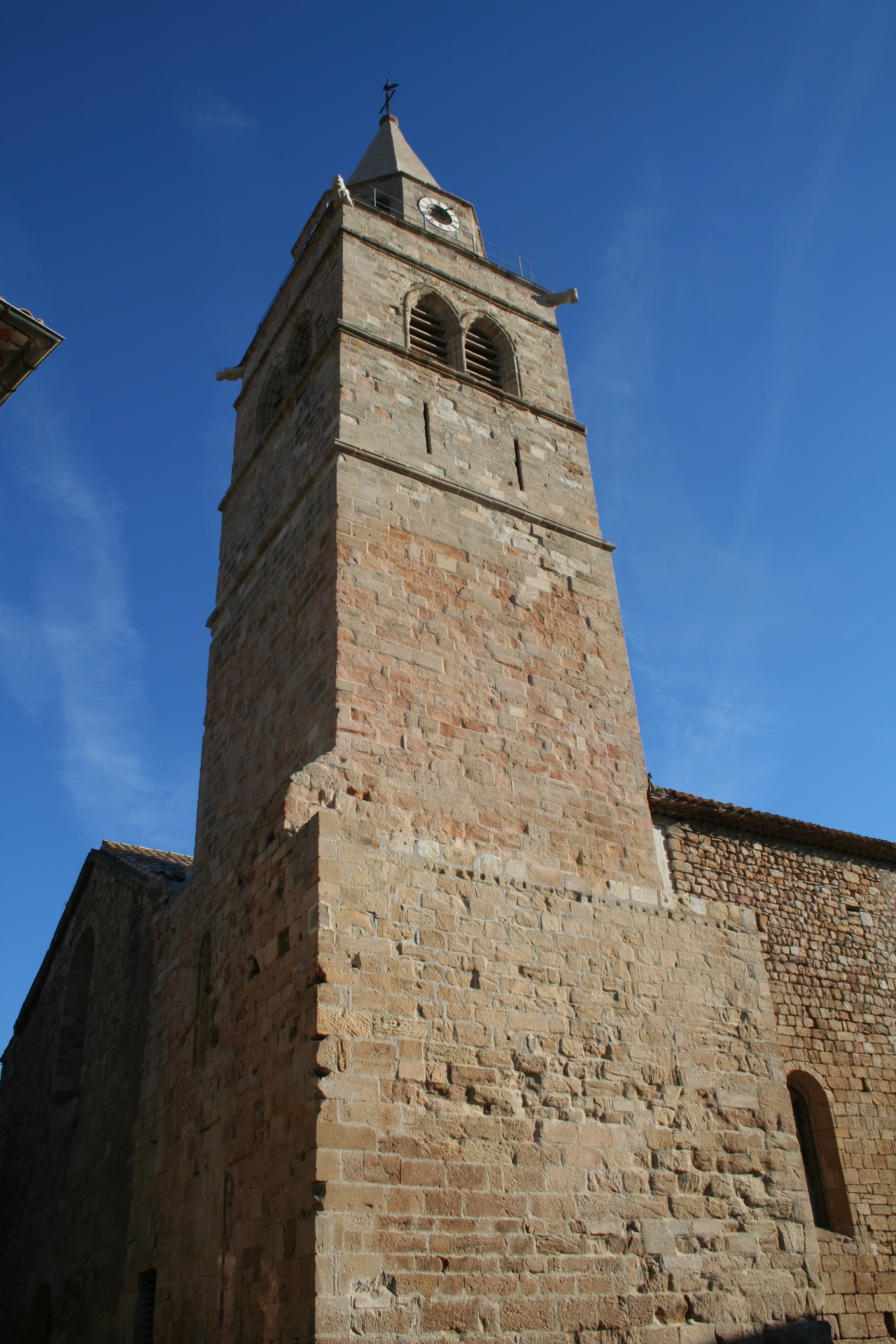
Дзвіниця церкви Сен-Жульєн-ет-Сент-Базіліс.
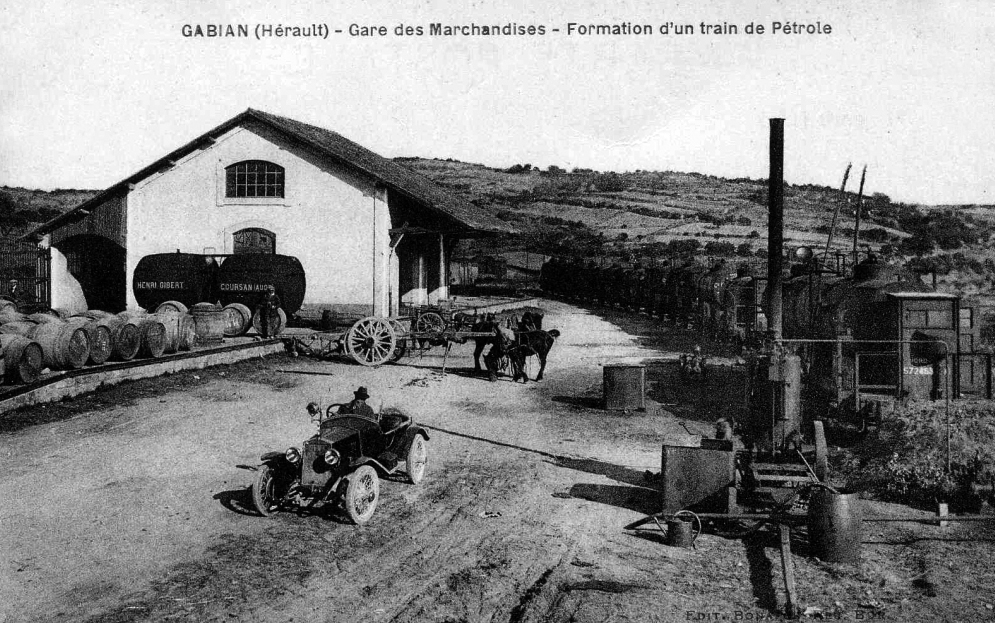
Розробка нафти в Габіані в департаменті Еро в 1920-х роках.
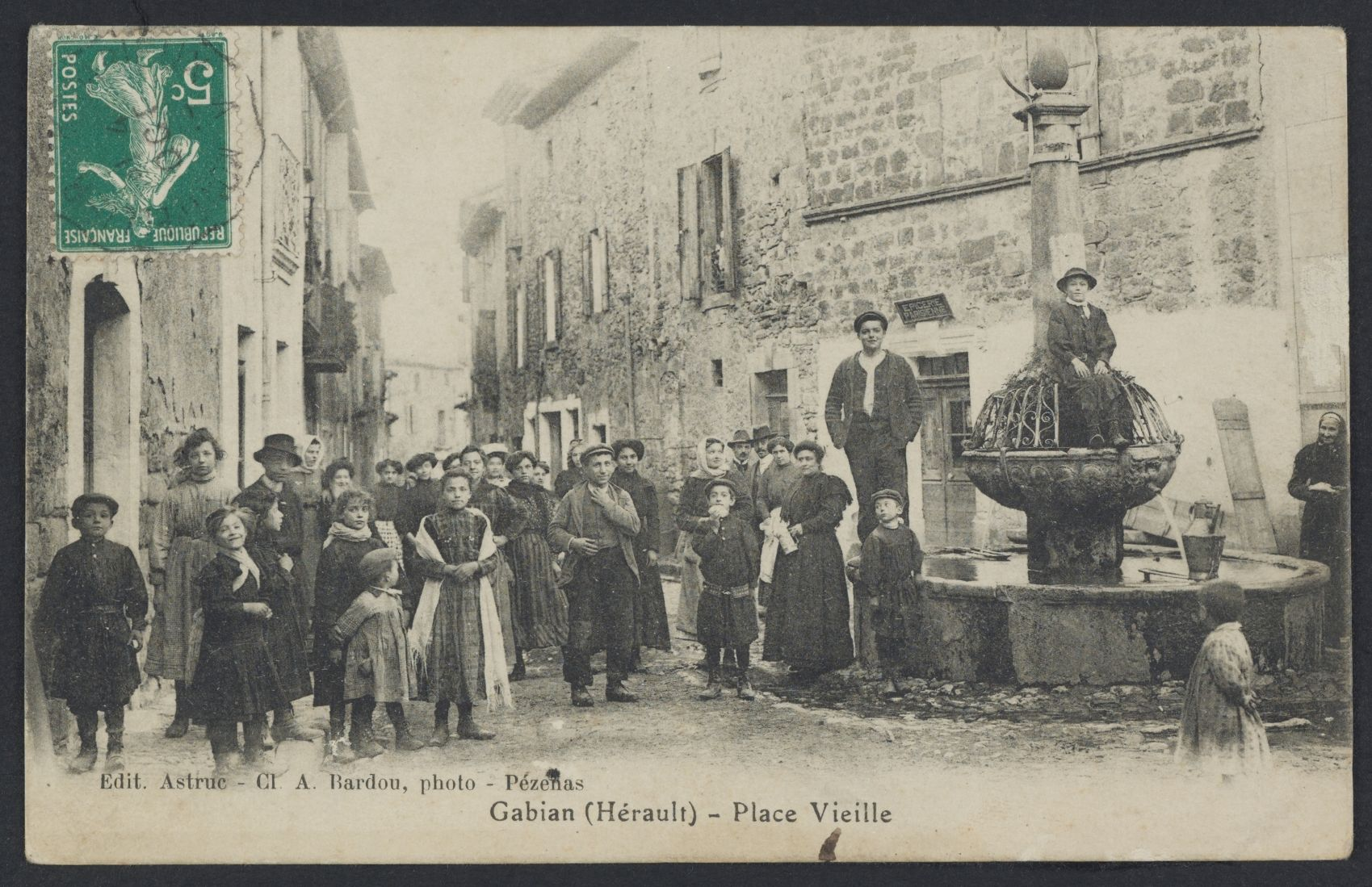
Листівка з фото старої площі (кін. 19 — поч. 20 ст.)